# بلج ایرییوسوک
بلج ایرییوسوک (انگلیسی: Blazhe Ilijoski؛ زادهٔ ۹ ژوئیهٔ ۱۹۸۴) یک بازیکن فوتبال اهل مقدونیه است. وی همچنین در تیم ملی فوتبال مقدونیه بازی کرده‌است.